# Banderium
Banderium je honosný čtvercový nebo obdélníkový prapor s delším žerďovým okrajem, používaný větším vojenským seskupením, v čele s králem, knížetem nebo velmožem, obvykle bohatě vyšívaný, kromě vojenského často také slavnostní městský, cechovní. Obvykle dosahoval značných rozměrů a typický pro něj byl na výšku protáhlý tvar. Právě velikost jej odlišuje od menší kornety.